# انجمن توله
انجمن توله (آلمانی: Thule-Gesellschaft)، در اصل یک گروه برای مطالعه دوران باستان ژرمنی، یک گروه غیبی آلمانی و ولکیش بود که مدت کوتاهی پس از جنگ جهانی اول در مونیخ توسط رودولف فون زبوتندورف تأسیس شد و نامش را از نام کشور افسانه ای شمالی که در افسانه های یونانی آمده است گرفتند. این جامعه عمدتاً به عنوان سازمانی حامی حزب کارگران آلمان(DAP) بود، قابل توجه است که بعدها توسط آدولف هیتلر به حزب کارگران سوسیالیست ملی آلمان (NSDAP یا حزب نازی) سازماندهی مجدد شد. به گفته ایان کرشاو، زندگی نامه نویس هیتلر، «فهرست اعضای سازمان ... شبیه به کسانی است که از طرفداران حزب نازی و چهره های برجسته مونیخ می باشند، از جمله رودولف هس، آلفرد روزنبرگ، هانس فرانک، جولیوس لمان، گوتفرید فدر، دیتریش اکارت و کارل هرر.
نیکلاس گودریک-کلارک ادعا می کند که هانس فرانک و رودولف هس اعضای توله بودند، اما دیگر نازی های پیشرو فقط برای سخنرانی در جلسات توله دعوت می شدند یا کاملاً با آن بی ارتباط بودند. به گفته یوهانس هرینگ «هیچ مدرکی دال بر حضور هیتلر در انجمن توله وجود ندارد.